# Rito céltico

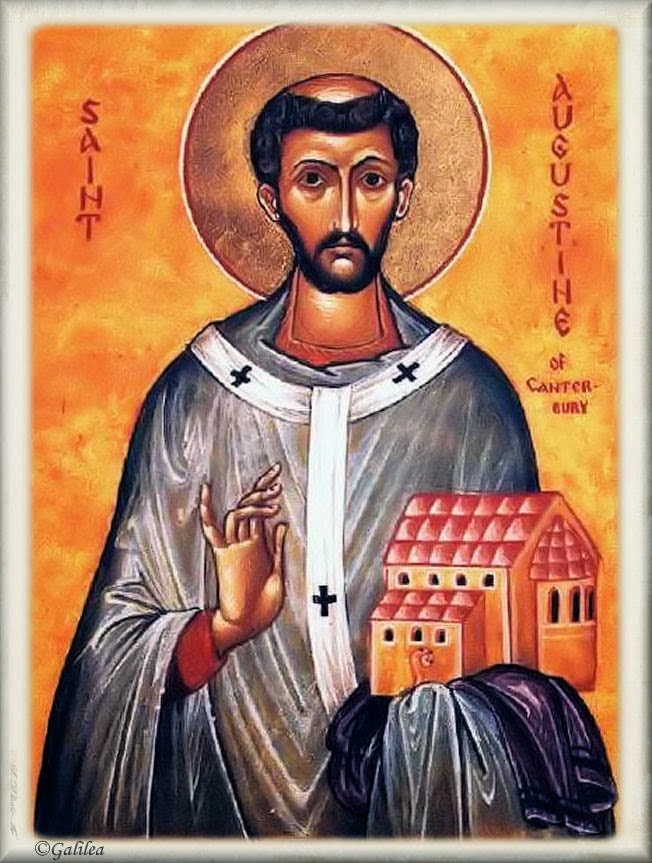
San Agustín de Canterbury.

Rito Céltico o Rito Celta es el término aplicado al compuesto de estructuras rituales no-romanas (posiblemente antioquenas) usados en la cristiandad celta en Gran Bretaña, Irlanda y quizás en Bretaña, esporádicamente en Galicia (España) e incluso en varios monasterios establecidos por misioneros irlandeses en lo que hoy es Francia, Alemania, Suiza e Italia. Este antiguo rito era similar al rito mozárabe en muchos aspectos, antes de haber sido reemplazado por el rito romano en la Alta Edad Media por la Iglesia católica. El calificativo "celta" es probablemente un término equivocado y puede deberle su origen a la re-evangelización de las islas británicas por parte de Agustín de Canterbury en el Siglo VI. Se sabe poco de él, a pesar de que sobreviven varios textos litúrgicos.[cita requerida]
Algunos grupos cristianos de la Iglesia ortodoxa, especialmente en las comunidades eclesiales en donde se practica la Divina Liturgia según la patrística o rito occidental, (por ejemplo los ortodoxos celtas), han intentado dar vida a la reconstrucción de esta práctica de fundamento relevantemente histórico.